# Bnei Yehuda, Golan Heights
Bnei Yehuda (tiếng Hebrew: בְּנֵי יְהוּדָה) là một khu định cư của Israel và moshav nằm ở phía nam Cao nguyên Golan, thuộc chính quyền của Israel. Các moshav được xây dựng vào năm 1972 và thuộc thẩm quyền của Hội đồng khu vực Golan. Cộng đồng quốc tế coi các khu định cư của Israel ở Cao nguyên Golan là bất hợp pháp theo luật pháp quốc tế, nhưng chính phủ Israel tranh chấp điều này. Năm 2017 dân số của nó là 1.049. [1]

## Lịch sử

### Thời đại Ottoman
Vào mùa đông năm 1885, các thành viên của Old Yishuv ở Safed đã thành lập Hội Beit Yehuda và mua 15.000 dunam đất từ làng Ramthaniye ở trung tâm Golan. Do những khó khăn tài chính và khó khăn trong việc đảm bảo một kushan (chứng thư đất Ottoman), địa điểm này đã bị bỏ hoang một năm sau đó. Ngay sau đó, xã hội đã tập hợp lại và mua 2.000 dunam đất từ làng Bir e-Shagum trên sườn phía tây của Golan.
Năm 1890, sáu ngôi nhà được xây dựng với sự giúp đỡ của Hovevei Zion từ London. Năm 1906, dân số là 33, và diện tích đất là 3.500 dunam (3,5 km 2). Một kế hoạch Hashomer để giải quyết nhiều nông dân ở đó vào năm 1913 đã không thành công. Người Do Thái chạy trốn sau vụ bạo loạn Nebi Musa năm 1920. Người cuối cùng khởi hành là gia đình Bernstein, người đã rời đi vào ngày 25 tháng 4 năm 1920 sau khi người Ả Rập tấn công ngôi làng và giết chết hai thành viên gia đình.

### Ngôi làng hiện đại
Bnei Yehuda hiện đại được thành lập vào năm 1972 ở phía đông của khu vực cũ bởi các công nhân của Trung tâm nghiên cứu hạt nhân Negev và ngành công nghiệp máy bay Israel, sau một kháng cáo của Cơ quan Do Thái.